# Herb Wasilkowa
Herb Wasilkowa – jeden z symboli miasta Wasilków i gminy Wasilków w postaci herbu ustanowiony przez Radę Miejską 28 września 2017 roku.

## Wygląd i symbolika
Herb przedstawia na złotym polu tarczy herbowej czarną głowę łosia.
Symbolika herbu nawiązuje do położenia miasta wśród lasów, w których żyły te zwierzęta.  

## Historia
Herb został ustanowiony przez króla Zygmunta II Augusta w dniu 8 grudnia 1566 roku podczas nadania miejscowości praw miejskich.